# Симфония № 1 (Аренский)
Симфония № 1 си минор Op. 4 — первая симфония русского композитора Антона Аренского. Окончена в 1883 году. Ориентировочная продолжительность звучания — 33 минуты.

## Структура
I. Adagio — Allegro patetico (10 мин.)

II. Andante pastorale con moto (8 мин.)

III. Scherzo. Allegro con spirito (4 мин.)

IV. Finale. Allegro giocoso (11 мин.)

## Состав оркестра
- струнные
- 2 флейты, 2 гобоя, 2 кларнета, 2 фагота, флейта-пикколо
- 4 валторны, 2 трубы, 3 тромбона, туба
- литавры, ударные

## История
Симфония была закончена Аренским через год после окончания Петербургской консерватории. Произведение было с одобрением встречено старшими коллегами Аренского: Сергей Танеев отмечал в одном из писем: «Антоша сочинил прехорошенькую симфонию, небольших размеров, без всяких претензий на учёность или глубокомыслие, с красивыми мелодиями… Инструментована симфония тонко и изящно»; Танеевым сразу же было выполнено переложение симфонии для фортепиано в 4 руки. «Очень талантливой и изящной», «достойной стоять на программе всякого хорошего симфонического концерта» назвал симфонию и Пётр Чайковский, обращаясь к Милию Балакиреву с просьбой содействовать исполнению сочинения Аренского в Санкт-Петербурге.
Премьера Симфонии № 1 состоялась в Москве 12 ноября 1883 года в концерте Московского отделения Русского музыкального общества, дирижировал Макс Эрдмансдёрфер. Как отмечал критик Герман Ларош, «она понравилась едва ли не всем без исключения: консерваторов подкупила щегольская техника, ловкая и прозрачная форма сочинения; сторонникам „новой русской школы“ нетрудно было в мелодии и гармонии узнать своего человека».
Партитура симфонии, как и четырёхручное переложение Танеева, в том же 1883 году была опубликована музыкальным издательством П. И. Юргенсона.

## Характеристика музыки
По мнению американского музыковеда Стивена Лутмана, в Симфонии видны следы ученичества, сказывающиеся в скорее дисциплинированной, чем изобретательной разработке формы; тем не менее, это многообещающая работа, наиболее впечатляющей частью которой является эффектно оркестрованный финал, основанный на двух народных темах.

## Записи
Запись симфонии осуществили Большой симфонический оркестр Всесоюзного радио и Центрального телевидения (дирижёр Эдуард Серов), Государственный академический симфонический оркестр СССР под управлением Евгения Светланова (1983, к столетию произведения) и Государственная академическая симфоническая капелла России под управлением Валерия Полянского (2003).